# Sociedad etrusca

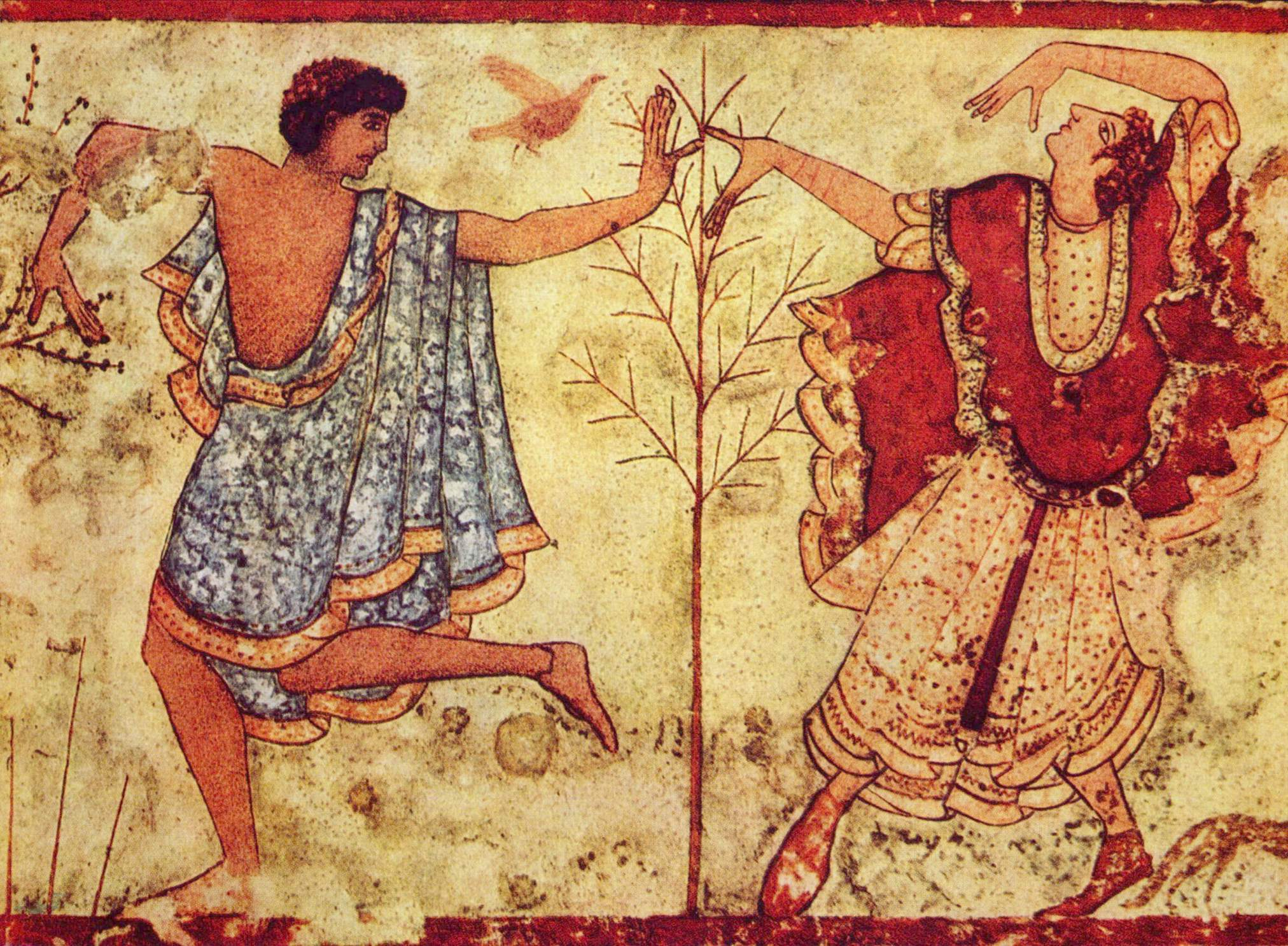
Los dos bailarines, imagen de la tumba de Triclinium, en Tarquinia.

Gran parte de lo que conocemos acerca de la sociedad etrusca es gracias a las inscripciones propias de los monumentos etruscos, especialmente de las tumbas, ya que no dejaron historia escrita, siquiera la suya propia. Otras fuentes son los textos de los historiadores griegos y romanos.

## Las tumbas
Las inscripciones de las tumbas etruscas describen sus ritos funerarios. Por lo que parece, los enterradores tenían gran experiencia y seguramente era un oficio pagado. Las cámaras funerarias se adornaban con muebles, joyas y otros objetos de lujo pertenecientes al difunto. Cada sarcófago, por su parte, era una auténtica obra de arte realizada con esmero. Esta sociedad de tumbas pertenecía a la aristocracia, pues las inscripciones permiten adivinar las funciones de magistrados que ejercían, hoy en su mayor parte desconocidas. 

## Influencias orientales
Por supuesto, no todos los etruscos tenían recursos suficientes para financiar grandes y caras necrópolis. Los villanovanos, sus antecesores inmediatos, vivían sin ostentaciones gracias a la agricultura, fabricando instrumentos sencillos. No es hasta después del período orientalizante que los etruscos toman de los griegos el gusto por el lujo, la cerámica elegantemente decorada y los nuevos métodos constructivos. De este modo, no puede explicarse el florecimiento de la civilización etrusca sin hablar de las inmigraciones griegas, que tuvieron una enorme influencia en el desarrollo de Etruria.
Se conocen distintos textos datados en el siglo VII a. C. que ratifican la potencia naval de los etruscos. Para entonces habían importado de los griegos nuevos materiales y métodos de las civilizaciones al este del Mediterráneo, y varias de las aldeas villanovanas se habían consolidado y convertido en ciudades etruscas, que nada más aparecer comenzaron a crear necrópolis.

## La familia aristocrática
Las tumbas principescas no eran individuales sino familiares, y se usaban durante largos períodos. Sus inscripciones muestran que las familias eran una especie de instituciones cerradas semejantes a las gens romanas. Este modelo fue importado, ya que no hay evidencias del mismo en la cultura de Villanova y sí en diversas zonas del Mediterráneo oriental. Es incuestionable que el desarrollo de estas familias poderosas fue a la par de las rutas comerciales y los productos, de manera que las ciudades más ricas eran costeras, puertos de paso para los buques mercantes.
El nombre etrusco para designar a la familia es lautn, y el del matrimonio, monogámico, tusurthir. Los sarcófagos etruscos solían representar a la pareja sonriendo y en la flor de la vida, como sucede en el de los esposos, incluso si los fallecidos eran ancianos. Las figuras iban juntas, y a veces entrelazadas en un abrazo. 
Existen contradicciones, ya que los muros de los mausoleos solían decorarse con figuras desnudas o semidesnudas, en posiciones a veces sexuales y en ocasiones, mostrando abiertamente escenas de prostitución y homosexualidad. Esto sucede también en vasos y vasijas. Los romanos, por su parte, veían a los etruscos como gentes promiscuas que además, tenían en muy poca estima a la mujer. Los analistas parecen deleitarse en hacer correr ríos de tinta por el comportamiento de las mujeres romanas descendientes de familias etruscas, especialmente de la familia Julio-Claudia. Los estudiosos Swaddling y Bonfante, entre otros, explican que las imágenes eróticas tienen el poder de repeler al mal, un intento de oponerse a todo cuanto representa la muerte con todo lo que representa la vida.
Esta es también la explicación de que se pintara a los muertos jóvenes y saludables, espiritualmente prósperos. Por otro lado es posible que las actitudes despectivas de griegos y romanos hacia los etruscos se debieran a la malinterpretación del papel de la mujer etrusca, ya que en sus sociedades una mujer respetable quedaba confinada en su casa, sin que los sexos se mezclaran; de ahí que la libertad de la mujer en la sociedad etrusca no se entendiera.
Es de notar el gran número de tumbas etruscas cuyas inscripciones dicen que el personaje tal fue hijo de su padre y de su madre, lo que indica la relevancia de la mujer en la familia.

## Gobierno
Etruria se regía por un sistema de Estado que recuerda a las jefaturas y a los sistemas tribales. Por esa época las culturas italianas no tenían países consolidados, el primero de los cuales sería Roma, creado como desarrollo del sistema etrusco. Se cree que varias ciudades etruscas pasaron en el siglo VI a. C. de la monarquía a la democracia oligárquica, sin que esto fuera una regla.
El gobierno etrusco, esencialmente, se basaba en la teocracia, de modo que había una autoridad central sobre todas las tribus y los clanes, con poder sobre la vida y muerte. De hecho la gorgona, antiguo símbolo del poder, aparece en la decoración etrusca. La unidad se mantenía únicamente gracias a la religión, mientras que cada ciudad-estado era políticamente independiente. Probablemente a estas ciudades se refiriera la palabra methlum: "distrito" o "división territorial".
Los textos etruscos nombran un gran número de magistrados sin entrar a detallar sus funciones. Algunos de los títulos mencionados son: camthi,parnich, purth, tamera y macstrev. El común del pueblo era el mech, y se cree que el jefe de Estado de cada methlum era denominado zilach.
Las ciudades-estado se unían en confederaciones aliadas o "ligas" de 12 ciudades, hasta un total de 3 ligas según las fuentes clásicas. Se desconoce por qué el número era 12, quizá por motivos religiosos. La palabra para designar a una liga también era mech. Una vez al año los Estados celebraban un fanu (en latín, fanum), es decir, los gobernantes se reunían en un lugar considerado sagrado para dirimir cuestiones políticas y militares, así como para elegir un lucomo, palabra con que designaban al líder de todos, que ocuparía su puesto durante un año. De esta palabra procede el verbo lucair (gobernar). La confederación etrusca celebraba un fanum Voltumnae en el altar de Voltumna; su liga era llamada entonces duodecim populi Etruriae.
La relación entre Roma y Etruria no fue la de conquistador y vencido, puesto que los etruscos consideraban a Roma como una de sus ciudades, quizá originariamente miembro de la Liga Latina. Es bastante posible que los tarquinios apoyaran a Lars Porsena, incluso que fuera pro-republicanos, porque él era el lucomo del mech etrusco ese año. Pudo haberse visto obligado a ayudar a los tarquinios, le gustase o no. Desde este punto de vista los reyes de Roma era también lucomos.
Los romanos comenzaron a atacar otras ciudades etruscas y a anexionárselas entre los años 510 y 29 a. C. La desunión probablemente fue producto de tensiones internas en el modelo etrusco. Por ejemplo, tras el saqueo de Roma por parte de los galos, los romanos debatieron si debían trasladar toda la población a Veyes, cosa que jamás habrían podido considerar si los ciudadanos de Veyes pensaran en los romanos como extranjeros. Finalmente Roma creó tratados individuales con casi la totalidad de los Estados etruscos; por esa época ya no existían ligas italianas, la hegemonía de Roma era patente y la sociedad etrusca había sido asimilada de manera natural, pudiendo entender Roma como una continuación de ella.